# Spremberg
Spremberg (Nedersorbisch: Grodk) is een gemeente in de Duitse deelstaat Brandenburg, en maakt deel uit van de Landkreis Spree-Neiße.
Spremberg telt 21.749 inwoners.

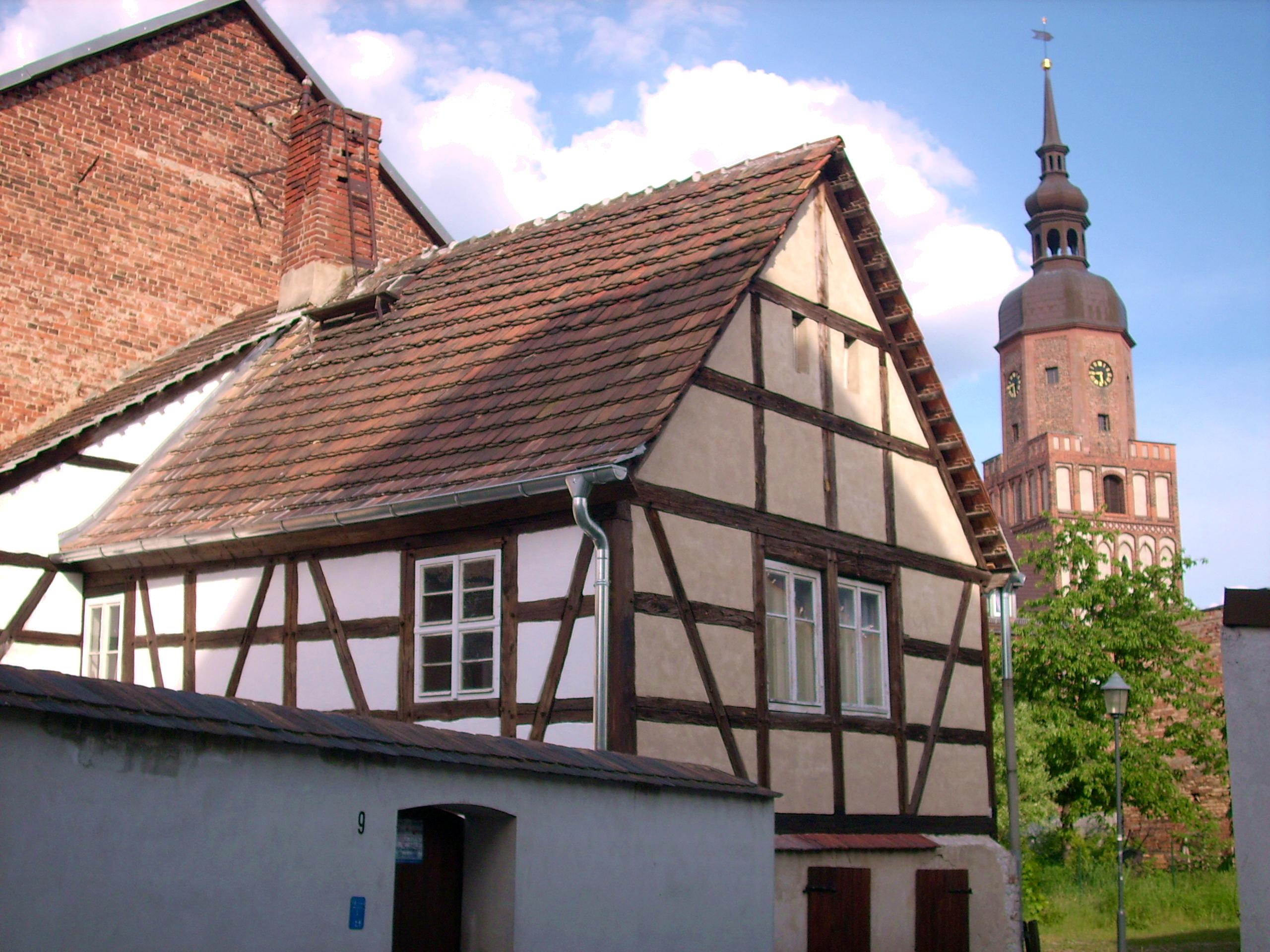
Huis en Kreuzkirche Spremberg
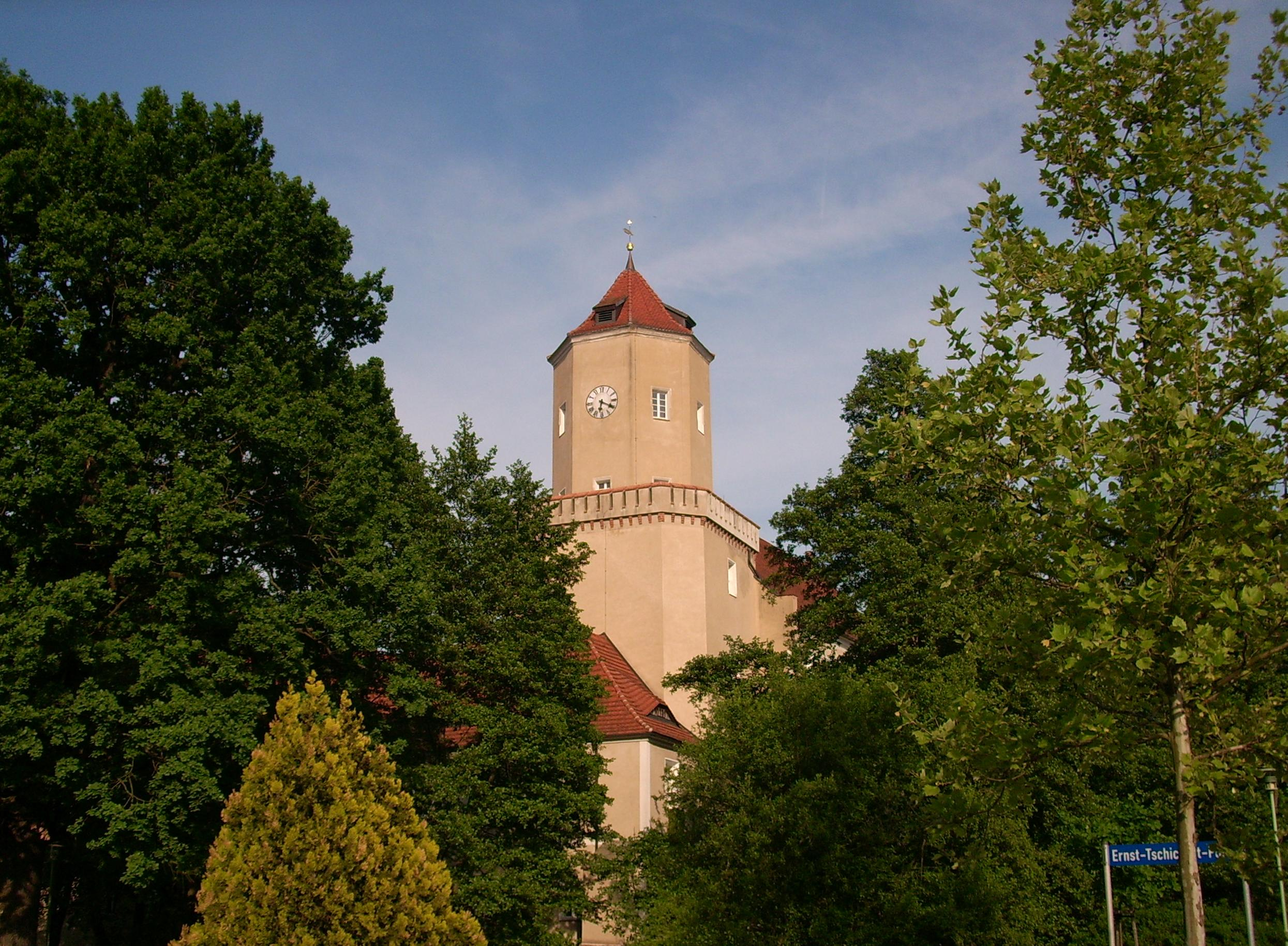
Slot in Spremberg
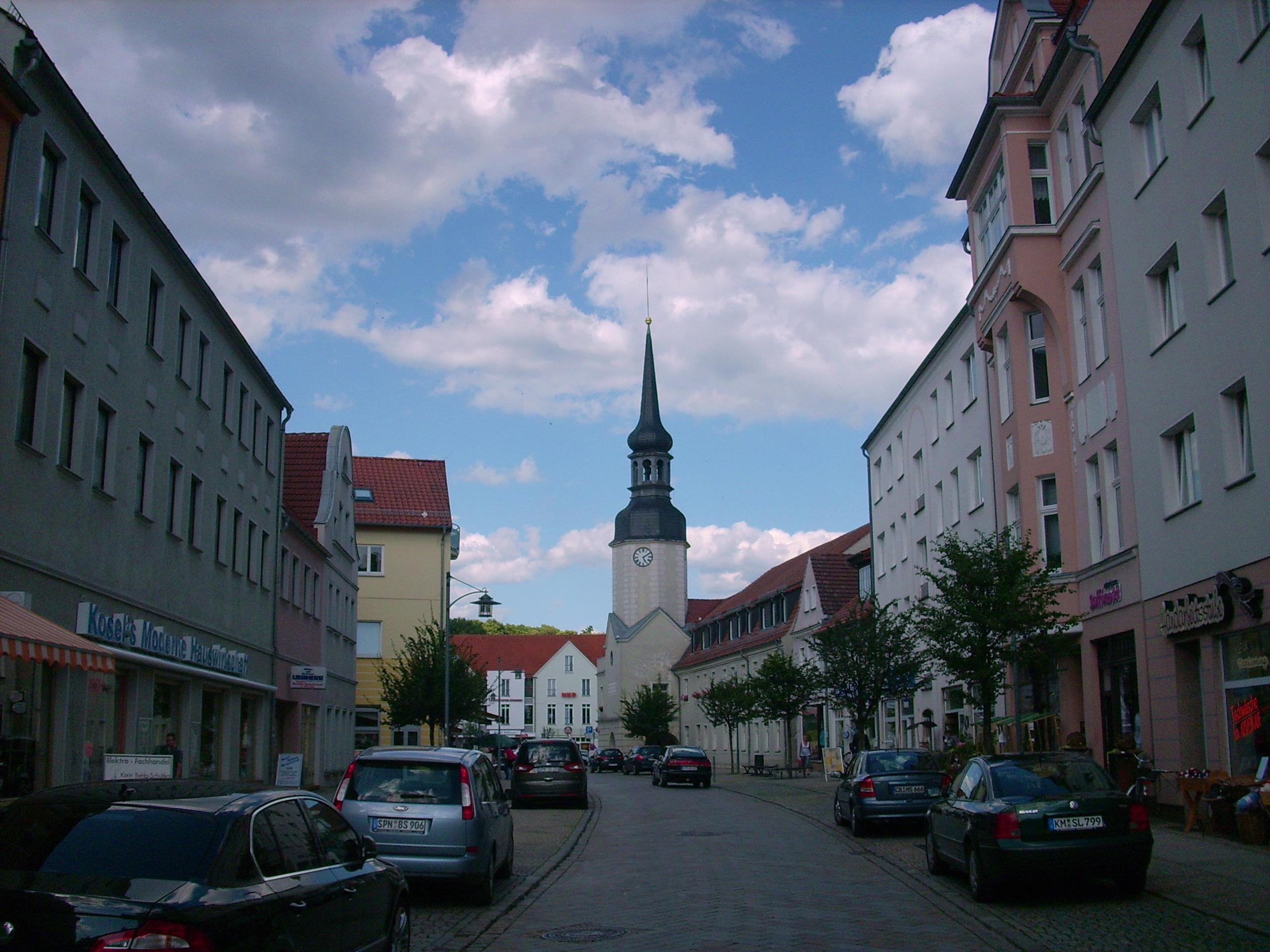
Straat in Spremberg
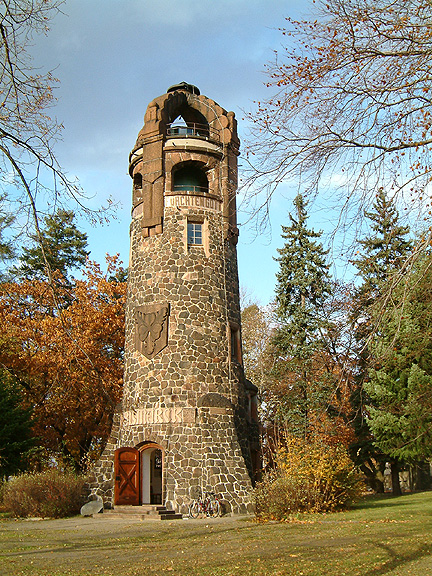
Bismarckturm
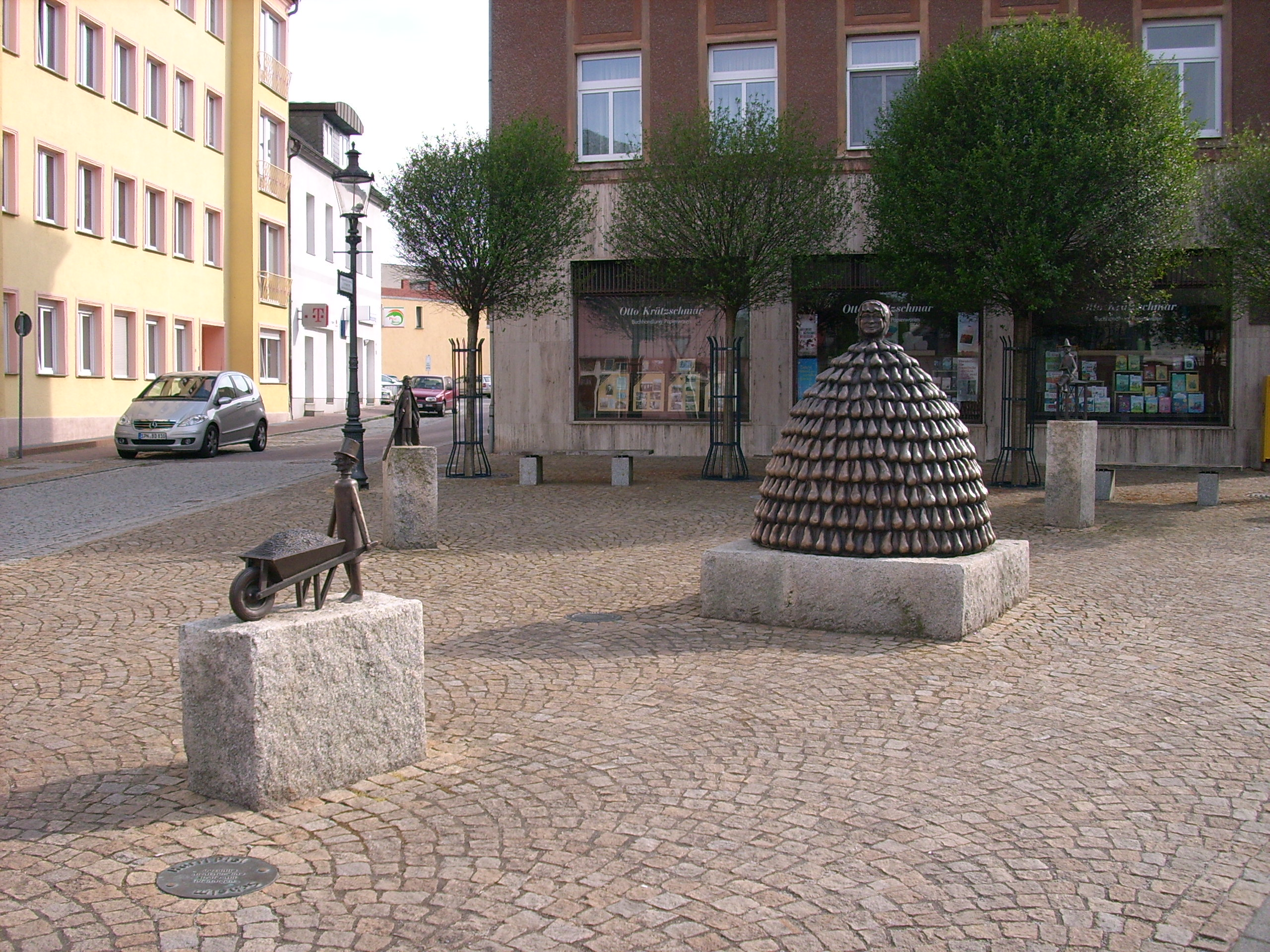
Kunst in Spremberg
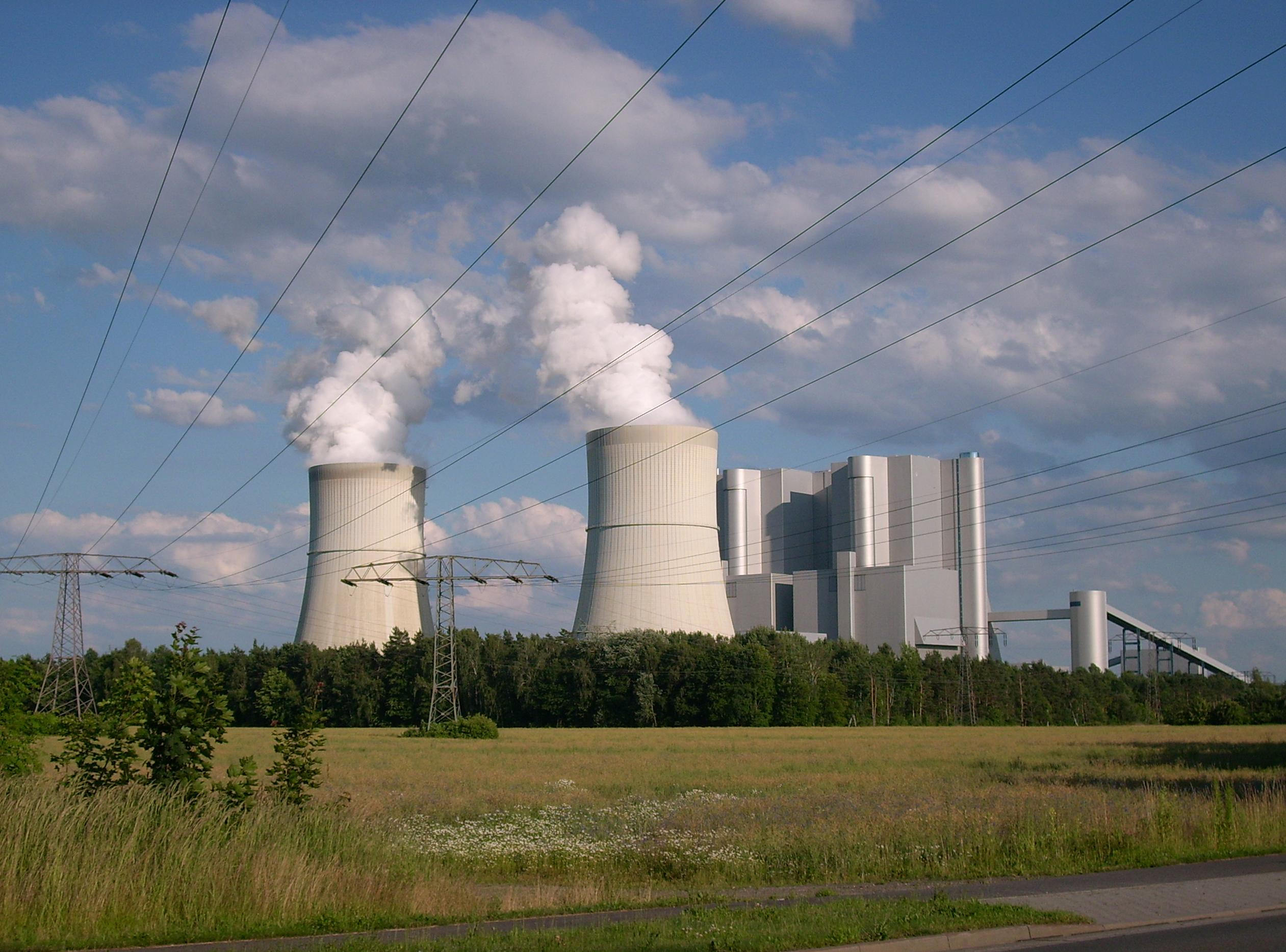
elektriciteitscentrale Schwarze Pumpe

De gemeente Spremberg omvat naast Spremberg sinds 2006 de volgende plaatsen:
- Graustein
- Groß Luja
- Haidemühl
- Lieskau
- Schönheide
- Schwarze Pumpe
- Sellessen
- Terpe
- Trattendorf
- Türkendorf
- Weskow

## Demografie
- Ontwikkeling van de bevolking sinds 1875 binnen de huidige grenzen (blauwe lijn: Bevolking; stippellijn: Vergelijking van de ontwikkeling van de bevolking van de deelstaat Brandenburg, Grijze achtergrond: tijdens de nazi-regering, Rode achtergrond: tijdens de communistische regering)
- Recente ontwikkeling van de bevolking (blauwe lijn) en prognoses

| Jaar | Inwoners |
| ---- | -------- |
| 1875 | 19 546   |
| 1890 | 20 239   |
| 1910 | 24 472   |
| 1925 | 27 178   |
| 1939 | 30 989   |
| 1950 | 27 879   |
| 1964 | 37 222   |

| Jaar | Inwoners |
| ---- | -------- |
| 1971 | 32 635   |
| 1981 | 30 565   |
| 1985 | 30 739   |
| 1990 | 29 665   |
| 1995 | 28 935   |
| 2000 | 28 160   |
| 2005 | 26 416   |

| Jaar | Inwoners |
| ---- | -------- |
| 2010 | 24 373   |
| 2015 | 22 232   |
| 2016 | 22 750   |
| 2017 | 22 456   |
| 2018 | 22 175   |
| 2019 | 21 998   |
| 2020 | 21 749   |

Gegevensbronnen worden beschreven in de Wikimedia Commons..

## Geboren in Spremberg
- Carl Oestreich (18 april 1800) componist en hoornist

## Zie ook

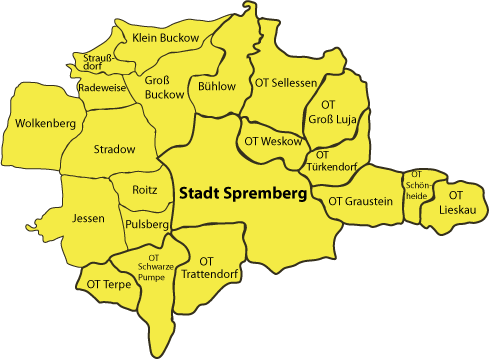
Stadsindeling